# George Burns
George Burns, pseudonimo di Nathan Birnbaum (New York, 20 gennaio 1896 – Los Angeles, 9 marzo 1996), è stato un comico e attore statunitense.

## Biografia
Nono dei dodici figli di Hadassah "Dorah" Bluth ed Eliezer Birnbaum, ebrei polacchi di Kolbuszowa, George Burns crebbe artisticamente nel genere del vaudeville all'inizio del XX secolo, poi passò al cinema all'avvento del sonoro e interpretò diverse commedie e film musicali accanto alla moglie, l'attrice Gracie Allen, lavorando per le più grandi case cinematografiche dell'epoca, come la Paramount, la RKO e la MGM.
Insieme a Gracie Allen ebbe inoltre un grande successo sul piccolo schermo, interpretando la popolare sitcom televisiva The George Burns and Gracie Allen Show, in onda dal 1950 al 1958. Dopo che la Allen, per motivi di salute, lasciò la serie al termine della stagione 1957-1958, Burns cercò di proseguire lo show con lo stesso cast, ma senza la moglie, in una nuova serie dal titolo The George Burns Show, che però durò una sola stagione (1958-1959). Tornato a lavorare come comico solista, fu interprete di un'altra sitcom, Wendy and Me, che anche in questo caso andò in onda per una sola stagione (1964-1965).

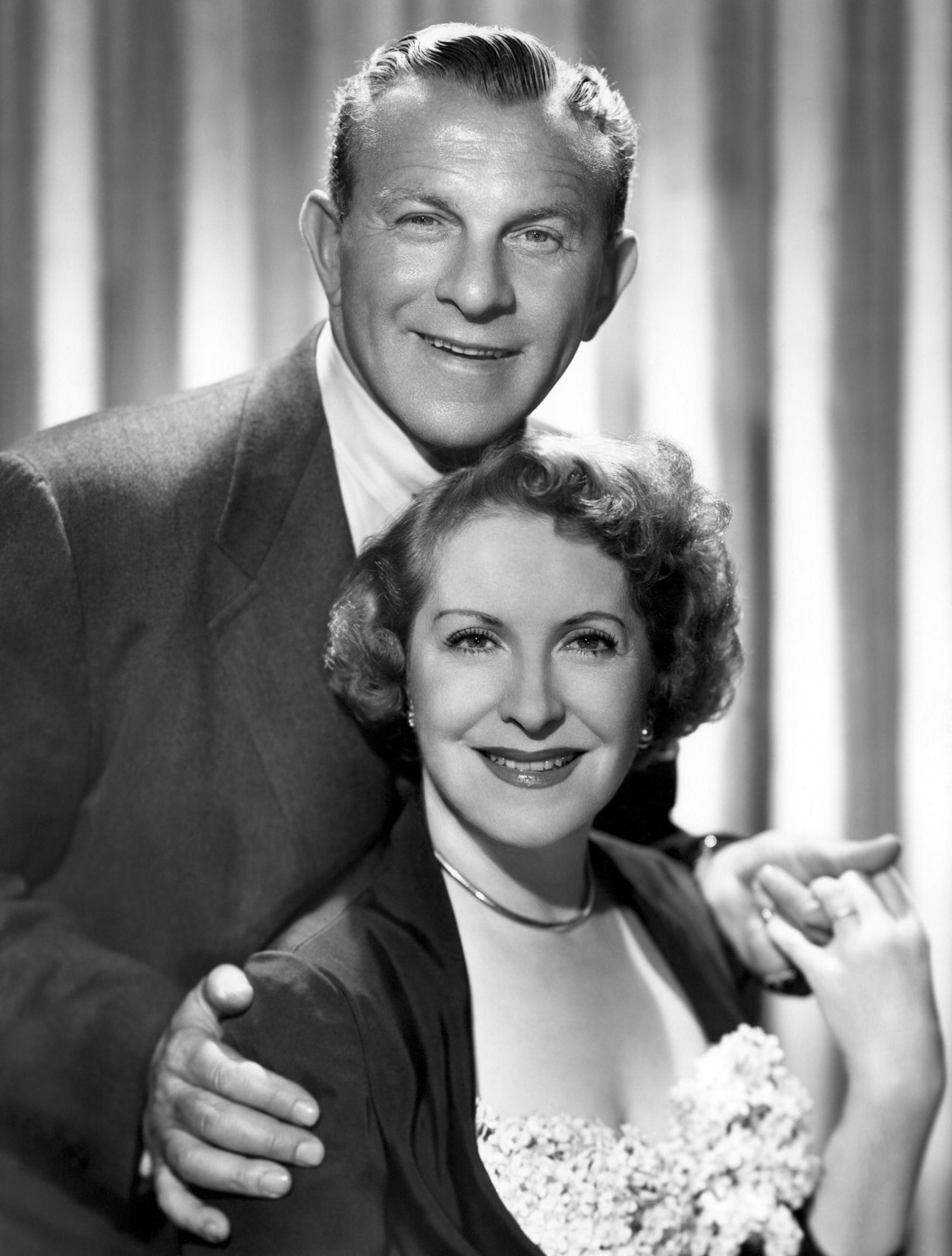
George Burns con Gracie Allen nel 1952

Dopo oltre trent'anni dalla sua ultima apparizione cinematografica, fece ritorno sul grande schermo solo nel 1975, riportando in vita il suo caratteristico personaggio, invecchiato ma sempre brillante. Con il sigaro tra i denti, lo sguardo acuto e la capacità di avere la battuta sempre pronta, Burns diede vita con Walter Matthau a un mirabile duetto nella commedia I ragazzi irresistibili (1975) di Herbert Ross. I due interpretarono una coppia di anziani attori, un tempo divi del varietà, la cui stizzosa rivalità e reciproca antipatia compromette il progetto di una rentrée televisiva insieme. La brillante interpretazione del bisbetico Al Lewis valse a Burns il premio Oscar al miglior attore non protagonista nel 1976.
Malgrado l'avanzare dell'età, Burns continuò a recitare, per lo più facendo delle apparizioni autocelebrative, ma interpretando ancora alcuni film come Bentornato Dio! (1977) e il beatlesiano Sgt. Pepper's Lonely Hearts Club Band (1978). Sulla sua longevità, venne un giorno intervistato dall'attrice Goldie Hawn, che gli chiese: «Come sei arrivato a 90 anni fumando sempre 20 sigari al giorno...?», e lui rispose: «A una certa età è meglio essere regolari...!» (fonte televisiva americana). Morì nel 1996, all'età di 100 anni.

## Citazioni nei media
Apparve nell'episodio Rosebud della serie a cartoni animati I Simpson, dove lo si vede da ragazzino, come fratello del Signor Burns.

## Filmografia parziale

### Cinema
- International House, regia di A. Edward Sutherland (1933)
- I sei mattacchioni (Six of a Kind), regia di Leo McCarey (1934)
- Una magnifica avventura (A Damsel in Distress), regia di George Stevens (1937)
- Ritmi a scuola (College Swing), regia di Raoul Walsh (1938)
- Il sosia innamorato (Honolulu), regia di Edward Buzzell (1939)
- Una Cadillac tutta d'oro (The Solid Gold Cadillac), regia di Richard Quine (1956) - narratore
- I ragazzi irresistibili (The Sunshine Boys), regia di Herbert Ross (1975)
- Bentornato Dio! (Oh, God!), regia di Carl Reiner (1977)
- Il boxeur e la ballerina (Movie Movie), regia di Stanley Donen (1978)
- Sgt. Pepper's Lonely Hearts Club Band, regia di Michael Schultz (1978)
- Vivere alla grande (Going in Style), regia di Martin Brest (1979)
- Benvenuti a Radioland (Radioland Murders), regia di Mel Smith (1994)

### Televisione
- The George Burns and Gracie Allen Show – serie TV, 291 episodi (1950-1958)
- Climax! – serie TV, episodio 2x23 (1956)
- The George Burns Show – serie TV, 25 episodi (1958-1959)
- General Electric Theater – serie TV, episodio 8x11 (1959)
- Wendy and Me – serie TV, 34 episodi (1964-1965)
- Ellery Queen – serie TV, episodio 1x09 (1975)
- Alice – serie TV, episodio 2x10 (1978)
- Saremo famosi (The Comedy Company), regia di Lee Philips - film TV (1978)

## Doppiatori italiani
Nelle versioni in italiano dei suoi film, George Burns è stato doppiato da:
- Antonio Battistella in I ragazzi irresistibili
- Gianfranco Bellini in Ellery Queen
- Gianni Bonagura in Benvenuti a Radioland

Da doppiatore è sostituito da:
- Emilio Cigoli in Una Cadillac tutta d'oro

## Riconoscimenti
Premi Oscar 1976 – Oscar al miglior attore non protagonista per I ragazzi irresistibili